# Tris(trimetilsilil)fosfina
La tris(trimetilsilil)fosfina es un compuesto organofosforado con la fórmula P(SiMe3)3 (Me = metilo). Es un líquido incoloro que se enciende en el aire y se hidroliza fácilmente.

## Síntesis
La tris(trimetilsilil)fosfina se prepara principalmente tratando cloruro de trimetilsililo con fósforo blanco y una aleación de sodio y potasio:
1/4 P4 + 3 Me3SiCl + 3 K → P(SiMe3)3 + 3 KCl
Existen otros métodos, pero los 3 principales son:
Las dos primeras vías de síntesis son técnicamente factibles, pero menos adecuadas para el uso diario en el laboratorio.

## Reacciones

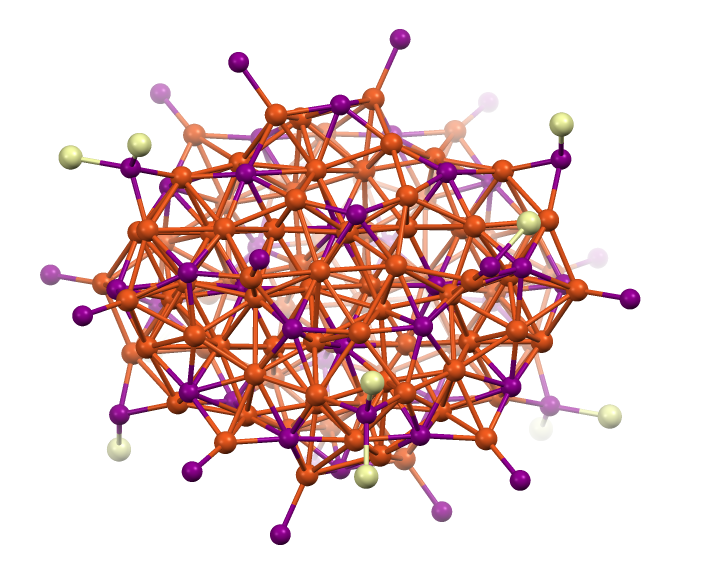
Clúster de fosfuro de cobre Cu_{96}P_{30}{P(SiMe_{3})_{2}}_{6} (PEt_{3})_{18} con átomos de C y H omitidos para mayor claridad (rojo=Cu, violeta=P, crema=Si). La tris(trimetilsilil)fosfina, el reactivo utilizado para instalar los ligandos de fosfuro.

La tris(trimetilsilil)fosfina se utiliza a menudo como un bloque de construcción sintético para la extensión de moléculas existentes mediante un grupo fosfina. Los grupos trimetilsililo sólo sirven temporalmente para la protección y aumentan la nucleofilia del fósforo. La fácil eliminación de los grupos protectores está garantizada por la elevada oxofilicidad (afinidad del silicio por el oxígeno).
El compuesto se hidroliza para dar fosfina:
P(SiMe3)3 + 3 H2O → PH3 + 3 HOSiMe3
El tratamiento de ciertos cloruros de acilo con tris(trimetilsilil)fosfina produce fosfaalquinos, un ejemplo de los cuales es el terc-butilfosfaacetileno.

Síntesis de un fosfaalquino utilizando tris(trimetilsilil)fosfina.

La reacción con terc-butóxido de potasio escinde un enlace P-Si, dando lugar a la sal de fosfuro:
P(SiMe3)3 + KO-t-Bu → KP(SiMe3)2 + Me3SiO-t-Bu
Es un reactivo en la preparación de clústeres de fosfuro metálico por reacción con haluros metálicos o carboxilatos. En tales reacciones se libera el haluro de sililo o el carboxilato de sililo como se ilustra en esta reacción idealizada:
P(SiMe3)3 + 3 CuCl → Cu3P + 3 ClSiMe3

## Seguridad
La tris(trimetilsilil)fosfina se enciende espontáneamente en el aire, por lo que se manipula utilizando técnicas libres de aire.